# Chaitén Pumalín Airport
Chaitén Pumalín Airport är en flygplats i Chile.   Den ligger i provinsen Provincia de Palena och regionen Región de Los Lagos, i den södra delen av landet, 1 000 km söder om huvudstaden Santiago de Chile. Chaitén Pumalín Airport ligger 7 meter över havet.
Terrängen runt Chaitén Pumalín Airport är varierad. Havet är nära Chaitén Pumalín Airport västerut. Trakten runt Chaitén Pumalín Airport är nära nog obefolkad, med mindre än två invånare per kvadratkilometer.. 
I omgivningarna runt Chaitén Pumalín Airport växer i huvudsak blandskog.